# CFAP36
CFAP36 (англ. Cilia and flagella associated protein 36) – білок, який кодується однойменним геном, розташованим у людей на короткому плечі 2-ї хромосоми.  Довжина поліпептидного ланцюга білка становить 342 амінокислот, а молекулярна маса — 39 447.
| 10         |  | 20         |  | 30         |  | 40         |  | 50         |
| ---------- |  | ---------- |  | ---------- |  | ---------- |  | ---------- |
| MAAEEEDEVE |  | WVVESIAGFL |  | RGPDWSIPIL |  | DFVEQKCEVF |  | DDEEESKLTY |
| TEIHQEYKEL |  | VEKLLEGYLK |  | EIGINEDQFQ |  | EACTSPLAKT |  | HTSQAILQPV |
| LAAEDFTIFK |  | AMMVQKNIEM |  | QLQAIRIIQE |  | RNGVLPDCLT |  | DGSDVVSDLE |
| HEEMKILREV |  | LRKSKEEYDQ |  | EEERKRKKQL |  | SEAKTEEPTV |  | HSSEAAIMNN |
| SQGDGEHFAH |  | PPSEVKMHFA |  | NQSIEPLGRK |  | VERSETSSLP |  | QKDLKIPGLE |
| HASIEGPIAN |  | LSVLGTEELR |  | QREHYLKQKR |  | DKLMSMRKDM |  | RTKQIQNMEQ |
| KGKPTGEVEE |  | MTEKPEMTAE |  | EKQTLLKRRL |  | LAEKLKEEVI |  | NK         |

A: Аланін

C: Цистеїн

D: Аспарагінова кислота

E: Глутамінова кислота

F: Фенілаланін

G: Гліцин

H: Гістидин

I: Ізолейцин

K: Лізин

L: Лейцин

M: Метіонін

N: Аспарагін

P: Пролін

Q: Глутамін

R: Аргінін

S: Серин

T: Треонін

V: Валін

W: Триптофан

Кодований геном білок за функцією належить до фосфопротеїнів. 
Задіяний у таких біологічних процесах як поліморфізм, альтернативний сплайсинг. 
Локалізований у цитоплазмі, ядрі, клітинних відростках.